# Börje Leback
Hans Börje Leback, född 10 september 1948 i Stockholm, är en svensk fotbollsspelare som spelade i AIK under större delen av 1970-talet. 
Leback värvades tillsammans med tvillingbrodern Yngve Leback till AIK från Älvsjö AIK. Han hade sin storhetstid i AIK under första halvan av 1970-talet. Bröderna Leback bidrog bägge starkt till att AIK tog stora silver i Allsvenskan 1972.
Sammanlagt spelade Leback 166 allsvenska matcher (24 mål) för AIK 1971–1978.